# Patrick Asselman
Patrick Asselman, né le 30 octobre 1968, est un ancien footballeur devenu entraîneur. 
Il a joué comme attaquant au KRC Malines et au Standard de Liège.
Après sa carrière de footballeur, il devient entraîneur. Adjoint de Johan Boskamp en juillet 2008, au FCV Dender EH, il lui succède en mai 2009.

## Carrière d’entraîneur

### KSV Bornem
Patrick Asselman commence sa carrière d’entraîneur au KSV Bornem, club évoluant en Division 3.  Nommé entraîneur au début de la saison 2004-2005, il est limogé du club en décembre 2004, notamment après une défaite 8-0 au FCV Dender EH.

### RC Malines
Le 21 décembre 2004, le RC Malines annonce qu'il sera le prochain entraîneur pour la saison 2005-2006.   Le club finira 12e à la fin de la saison.

### FCV Dender
Dès Juin 2007, Patrick Asselman devient le nouvel entraîneur-adjoint auprès de Jean-Pierre Vande Velde au FCV Dender EH, fraîchement promu en Jupiler Pro League.  Vandevelde étant limogé le 19 novembre 2007 à la suite du mauvais résultat du club, Asselman devient entraîneur principal par intérim. Il retrouve son poste d'adjoint le 27 novembre 2007, à la suite de l'arrivée de Johan Boskamp comme T1.   
La saison suivante, Patrick Asselman devient à nouveau T1 par intérim dès le mois de décembre, à la suite de l'opération au genou de Johan Boskamp.  Celui-ci retrouvera son poste 3 mois plus tard et Asselman achèvera la saison comme adjoint jusqu'au limogeage de Boskamp le 19 mai 2009, le club étant condamné à jouer le Tour final pour son maintien en D1.  Asselman est de nouveau nommé T1 par intérim.  Durant ce tour final, le club ne parvient pas à assurer son maintien et va retrouver la Division 2, 2 ans après l'avoir quitté.
Pour la saison 2009 - 2010 en division 2, Patrick Asselman est maintenu et nommé T1 du club officiellement. Il en est limogé le 27 janvier 2010, à la suite d'une 12e place décevante en championnat alors que les objectifs du club étaient de se battre minimum pour le Tour final.

### RFC Tournai
Le 15 octobre 2010, il nommé à la tête du RFC Tournai, dernier de la division 2.  Il a signé un contrat jusqu'à la fin de la saison et a pour mission de maintenir le club en Division 2.
À la suite des résultats décevants du club (0 victoire, 1 nul et 7 défaites en championnat), il est limogé du club le 21 décembre 2010.

### KE Appelterre-Eichem
Dès le début de saison 2011 - 2012, Il devient entraîneur principal de KE Appelterre-Eichem en 1ere Provincial.

### Oud-Hervelee Louvain
À partir de la saison 2015 - 2016, il est le nouvel entraineur-adjoint à Oud-Heverlee Louvain.  Il est d'abord l'adjoint de Jacky Mathijssen puis d'Emilio Ferrera avant d'être limogé en même temps que Ferrera le 15 janvier 2017.

### RSC Anderlecht (Jeunes)
Le 7 septembre 2017, Il devient analyste vidéo dans le staff des jeunes du Royal Sporting Club Anderlecht et membre du scouting des U21, U19 et U17. Il retrouve son ancien T1 Emilio Ferrera.

### Standard de Liège
Le 13 juin 2018, le Standard de Liège annonce le nouveau staff au complet pour la saison 2018 - 2019.  Patrick Asselman devient le nouvel analyste video aux côtés de Michel Preud'homme.
Le 30 décembre 2020, il est nommé comme T2 du nouvel entraineur Mbaye Leye, tout en conservant son poste d'analyste vidéo.
Le 4 octobre 2021, Mbaye Leye est limogé du club ainsi que ses adjoints dont Patrick Asselman.

### SV Zulte-Waregem
Le 31 mai 2022, il est nommé entraîneur adjoint du SV Zulte-Waregem où il retrouvera Mbaye Leye comme T1.

## Palmarès
- Vice-Champion de Belgique 1993 avec le Standard de Liège
- Vainqueur de la Coupe de Belgique 1993 avec le Standard de Liège